# Paroxyclaenus
Paroxyclaenus is een geslacht van uitgestorven zoogdieren uit de familie Paroxyclaenidae dat tijdens het Eoceen in Europa leefde. De typesoort is Paroxyclaenus lemuroides.

## Fossiele vondsten
Fossielen van Paroxyclaenus zijn gevonden in Frankrijk en dateren uit Midden-Eoceen met een ouderdom van ongeveer 45 miljoen jaar (European land mammal age Geiseltalian).

## Kenmerken
Vermoedelijk was Paroxyclaenus een frugivoor. Het lichaamsgewicht wordt geschat op circa 1,5 kilogram.